# スパルタク・スタジアム (ビシュケク)
スパルタク・スタジアム（英: Spartak Stadium）は、キルギスの首都ビシュケクにある多目的スタジアムであり、キルギスの国立競技場である。正式名称はドレン・オムルザコフ・スタジアム(Dolen Omurzakov Stadium)。

## 概要
収容人数は23,000人。主にサッカーの試合に用いられる。キルギス・リーグに所属するFCドルドイ・ビシュケクがホームスタジアムとして使用する他、サッカーキルギス代表のホームスタジアムとして利用される。